# Raymond Guégan
Raymond Guégan (Laon, 7 de desembre de 1921 - Laon, 27 d'abril de 2007) va ser un ciclista francès que fou professional entre 1943 i 1957. Durant la seva carrera professional aconseguí 20 victòries, la més important de les quals fou la París-Tours de 1952.

## Palmarès
- 1943
  - 1r a la París-Alençon
- 1944
  - 1r a A Travers París
- 1947
  - 1r a Charlieu
  - 1r al Gran Premi de Canes
- 1948
  - 1r al Gran Premi dels Aliats
  - 1r al Gran Premi de Thizy
  - 1r a Charlieu
  - 1r a Mauves-sur-Loire
- 1949
  - 1r a la Ronde d'Aix-en-Provence
  - 1r a Bordighera
- 1950
  - 1r al Gran Premi dels Aliats
- 1951
  - 1r al Gran Premi de Niort
  - 1r al Tour de la Charente Maritime
- 1952
  - 1r a la París-Tours
  - 1r al Gran Premi de Thizy
  - 1r al Gran Premi de Libre-Poitou
  - Vencedor d'una etapa del Tour d'Algèria
- 1953
  - Vencedor d'una etapa del Gran Premi Mediterrani
- 1954
  - 1r al Circuit dels Dos-Ponts - Culan
- 1957
  - 1r a la París-Bourges

### Resultats al Tour de França
- 1947. Abandona (2a etapa)
- 1948. Abandona (10a etapa)
- 1951. Abandona (15a etapa)